# 아키타정
아키타정(일본어: 飽田町)은 일본 구마모토현에 있던 정으로, 호타쿠군에 속했다. 1991년 2월 1일 아키타정 및 가와치정, 호쿠부정, 덴메이정 등 4개 정이 구마모토시에 편입 합병되어 소멸하였다.

## 역사
- 1868년 - 아키타군 하타구치촌이 성립하였다.
- 1889년 4월 1일 - 정촌제 시행에 의해 하후지촌, 후지토미촌, 하마다촌, 나미타테촌이 성립하였다.
- 1896년 4월 1일 - 아키타군과 다쿠마군이 합병해 호타쿠군이 성립하였다.
- 1956년 4월 1일 - 하후지촌, 후지토미촌, 하마다촌, 나미타테촌이 합병해 아키타촌이 성립하였다.
- 1971년 11월 1일 - 정으로 승격해 아키타정이 되었다.
- 1991년 4월 1일 - 아키타정 및 가와치정, 호쿠부정, 덴메이정 등 4개 정이 구마모토시에 편입 합병되어 소멸하였다. 아키타정 등은 폐정되었다.

## 교통

### 도로
- 국도 501호선
- 국도 387호선

## 출신유명인
- 이시카와 사유리 - 사쿠타촌에서 태어나 사쿠타촌립 사쿠타히가시 초등학교(당시)에서 5학년까지 재학했다.

## 참고 문헌
- 角川日本地名大辞典編纂委員会, 『角川日本地名大辞典 43 熊本県』1987, 角川書店